# 勝利公園 (柏林)
勝利公園（英語：Victoria Park）是位於德國柏林克羅伊茨貝格的一個都市公園，設立於1894年。公園內主要地標有一座修建於1815年的紀念碑，紀念普魯士在拿破崙戰爭獲勝。勝利公園還是一個葡萄酒產地，現在公園內仍然有兩個小葡萄園。

## 參考資料

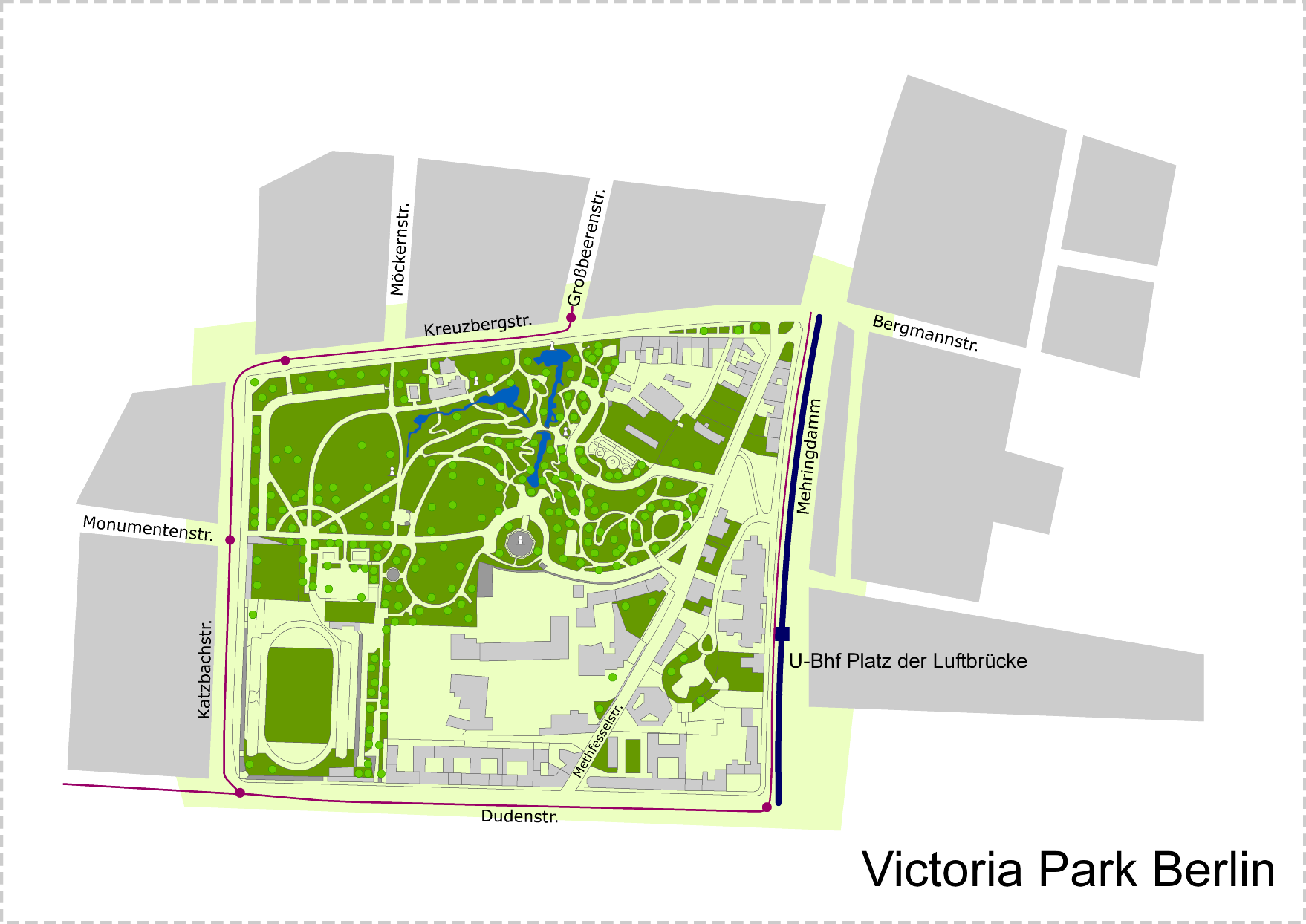
勝利公園地圖